# Odontopyge carli
Odontopyge carli är en mångfotingart som beskrevs av Kraus 1960. Odontopyge carli ingår i släktet Odontopyge och familjen Odontopygidae. Inga underarter finns listade i Catalogue of Life.